# Université Nihon
L'université Nihon ou université du Japon (Nihon Daigaku (日本大学), Nichidai (日大)) est une université privée au Japon. 

## Historique
L'université Nihon est fondée en 1889 par le ministre de la Justice Yamada Akiyoshi (japonais : 山田顕義).
Elle est maintenant la plus grande université du Japon et alimente le pays en classes moyennes. Avec plus de 100 000 étudiants à la fin des années 1960, elle est surnommée l'université mammouth.
Le 15 avril 1968, la révélation d'un détournement de 2 milliards de yens par l'administration de l'université Nihon provoque un scandale ; les étudiants demandent l'autogestion étudiante aux autorités. En l'absence de réponse, ils occupent l'université et la paralysent dans le cadre plus vaste des mouvements sociaux de 1968 dans le monde, obligeant le président de Nihon à négocier.

## Organisation

### Facultés
- Droit (1889-; Chiyoda, Tōkyō & Saitama, Saitama)
- Humanités et Sciences (1901-; Setagaya, Tōkyō)
- Économie (1904-; Chiyoda, Tōkyō)
- Commerce (1904-; Setagaya, Tōkyō)
- Arts (1921-; Nerima, Tōkyō & Tokorozawa, Saitama)
- Relation internationale (1978-; Mishima, Shizuoka)
- Science et Technologie (1920-; Chiyoda, Tōkyō & Funabashi, Chiba)
- Technologie Industrielle (1952-; Narashino, Chiba)
- Ingénierie (1947-; Koriyama, Fukushima)
- Médecine (1925-; Itabashi, Tōkyō)
- Dentisterie (1921-; Chiyoda, Tōkyō)
- Dentisterie à Matsudo (1971-; Matsudo, Chiba)
- Science de Bio-ressource (1943-; Fujisawa, Kanagawa)
- Pharmacie (1952-; Narashino, Chiba)
- Cours par correspondance (1948-; Chiyoda, Tōkyō)

## Élèves de l'université
Parmi les anciens élèves, on compte :
- Teruo Kono (1934-2000)
- Tatsuo Suzuki (1928-2011)
- Banana Yoshimoto (née en 1964), romancière
- Kentaro Miura (né en 1966), dessinateur
- Kazumi Ōta (née en 1979), femme politique
- Hinako Takahashi (née en 1958), animatrice et femme politique